# Zeiformes

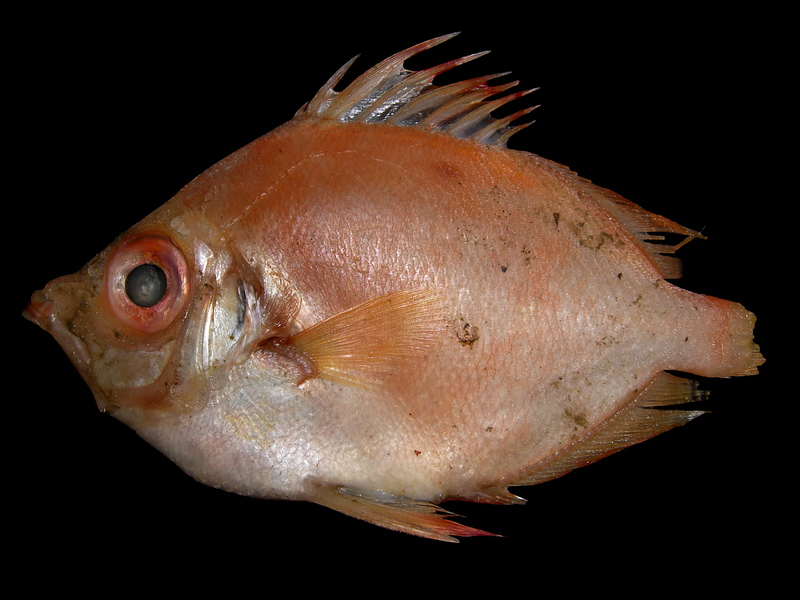
Verraco (Capros aper).

Los Zeiformes son un orden de peces marinos Teleósteos del superorden Acanthopterygii, la mayoría de las especies habitantes de aguas profundas de todos los océanos.
Su nombre procede del griego Zeus, el dios supremo de los antiguos griegos.

## Morfología
Tienen el cuerpo oval y con una gran cabeza, alto y comprimido, con la línea lateral curva en el centro de los flancos.
Presentan dos aletas dorsales con 5 a 10 espinas y dos aletas anales con 0 a 4 espinas; la aleta caudal es homocerca; las aletas pélvicas pueden tener espinas o no.
Normalmente tienen la mandíbula enormemente distensible.

## Sistemática
Existen unas 33 especies agrupadas en siete familias:
- Suborden Caproidei:
  - Caproidae - Verracos
- Suborden Cyttoidei:
  - Cyttidae (Günther, 1860)
- Suborden Zeioidei:
  - Grammicolepididae (Poey, 1873)
  - Oreosomatidae (Bleeker, 1859) - Oreos
  - Parazenidae (Greenwood et al., 1966)
  - Zeidae (Latreille, 1825) - Peces de San Pedro.
  - Zenionidae (Myers, 1960)